# Salzberg (Thüringer Wald)
Der Salzberg ist ein 865,6 m ü. NHN hoher Berg im Thüringer Wald. Er liegt ca. 1,2 km westlich des Großen Eisenberges und ca. 5 km östlich von Suhl.